# Сваньер, Киша
Накиша «Киша» Мари Сваньер (англ. Naketia "Ketia" Marie Swanier; род. 10 августа 1986 года в Колумбусе, Джорджия, США) — американская профессиональная баскетболистка, которая выступала в женской национальной баскетбольной ассоциации. Она была выбрана на драфте ВНБА 2008 года в первом раунде под общим двенадцатым номером клубом «Коннектикут Сан». Играет в амплуа разыгрывающего защитника. В настоящее время выступает в составе венгерского клуба «ВБВ ЦЕКК Цеглед».

## Ранние годы
Киша родилась 10 августа 1986 года в городе Колумбус (штат Джорджия) в семье Корнелла и Рози Сваньер, а училась она там же в одноимённой средней школе, в которой выступала за местную баскетбольную команду.